# Il commissario Lo Gatto
Il commissario Lo Gatto est une comédie italienne réalisée par Dino Risi, sortie en 1987. Elle a été diffusée dans le cadre d'une rétrospective sur la comédie italienne à la 67e Mostra de Venise.

## Synopsis
Le commissaire de police Lo Gatto est responsable du poste de police italien au sein de l'État du Vatican. Au cours d'une enquête, à la suite de l'assassinat d'un prêtre du Vatican, il décide d'interroger le pape, ce qui lui vaut d'être envoyé sur une île éloignée, Favignana. Sur l'île il n'y a rien à faire pour un commissaire de police et Lo Gatto décide d'enquêter sur la disparition d'une touriste aidé par un journaliste à la recherche d'histoires sensationnelles. Mais le cadavre n'a pas été trouvé...

## Fiche technique
- Titre :  Il commissario Lo Gatto
- Langue originale : italien
- Réalisation : Dino Risi
- Scénario : Enrico Vanzina, Dino Risi
- Producteur : Pio Angeletti, Adriano De Micheli
- Photographie : Sandro D'Eva
- Montage : Alberto Gallitti, Claudio Risi
- Musique : Manuel De Sica
- Costumes : Silvio Laurenzi
- Pays de production :  Italie
- Format : Panoramique/couleur
- Genre : comédie
- Durée : 100 min
- Année : 1986

## Distribution
- Lino Banfi : commissaire Natale Lo Gatto
- Maurizio Ferrini : agent Gino Gridelli
- Maurizio Micheli  : Vito Ragusa
- Isabel Russinova : Wilma Cerulli / Maria Papetti
- Galeazzo Benti : baron Fricò
- Renata Attivissimo : Addolorata Patanè
- Nicoletta Boris : Annunziata Patanè
- Albano Bufalini : le pharmacien
- Roberto Della Casa : architecte Arcuni
- Gianni Franco : Pedretti aka Bazooka
- Marcello Furgiele : Mario, le maître-nageur
- Licinia Lentini : Mme Bellugi
- Armando Marra  : le coiffeur
- Valeria Milillo : Manuela Bellugi
- Andrea Montuschi : Don Giacomo, le prêtre
- Gianluigi Pizzetti : ingénieur Bellugi
- Antonella Voce : Immacolata Patanè